# Isaia Toeava

a Compétitions nationales et continentales officielles uniquement.

b Matchs officiels uniquement.
Isaia  Toeava, appelé Ice, né le 15 janvier 1986 à Moto'otua (Samoa), est un joueur néo-zélandais de rugby à XV. Il évolue au poste de centre mais peut évoluer à tous les postes des lignes arrière (1,80 m pour 95 kg). Il a joué avec les All Blacks.
En février 2016, il rejoint le club français de ASM Clermont Auvergne. Après quatre saisons au sein du club auvergnat, il rejoint le RC Toulon en 2020 puis l'Aviron bayonnais en 2021.
Ce centre de formation, capable de jouer à tous les postes des lignes arrière, a fait partie de l'équipe de Nouvelle-Zélande qui remporte la coupe du monde 2011.

## Biographie
Isaia Toeava est au début de sa carrière, l'un des grands espoirs des sélections de jeunes néo-zélandais. Il joue avec l'équipe de Nouvelle-Zélande des moins de 19 ans en 2005 et l'équipe scolaire néo-zélandaise en 2003. Il est élu Meilleur joueur de moins 19 ans en 2005 par l'IRB. Il représente aussi la Nouvelle-Zélande en rugby à VII.
En 2005, il crée la sensation en étant sélectionné en Équipe de Nouvelle-Zélande de rugby à XV à dix-neuf ans et 315 jours, alors qu'il n'a que huit matchs de championnat provincial avec Auckland et aucune expérience en Super 12. Il fait ses débuts contre l'Écosse le 25 novembre 2005 et est présenté comme une "superstar potentielle".
Capable de jouer à tous les postes des lignes arrière, il possède une puissance ainsi que des qualités de course et de crochets exceptionnelles. Néanmoins, ses débuts en sélection se révèlent peu probants et Toeava a des difficultés à concrétiser les espoirs placés en lui. Très timide et manquant de confiance en soi, il perd la confiance des sélectionneurs de l'équipe des All Blacks en raison de son manque de maturité et surtout d'un trop grand nombre de grosses erreurs commises au cours de test-matchs (ballons relâchés, fautes de défense).
Toeava dispute la saison 2006 de Super 14 avec les Hurricanes puis rejoint la même année la ville d'Auckland. Il joue avec Auckland dans le championnat des provinces, et avec la franchise des Blues en Super 14. Ses performances dans cette compétition sont plus probantes qu'en sélection. Lors de la saison 2007 de Super 14, il est nommé pour la récompense de meilleur joueur de Super 14. Cette performance lui vaudra un retour en sélection. En 2007, il est retenu pour participer à la Coupe du monde de rugby.
Régulièrement sélectionné mais rarement titulaire, il est retenu en 2011 pour participer à la Coupe du monde de rugby qu'il remporte avec les All Blacks en ayant disputé quatre matchs du tournoi.
En 2012, il rejoint le championnat japonais et le club des Canon Eagles pour deux saisons, ce qui le rend non éligible pour jouer avec les All Blacks. En 2014, il change de club et signe avec les Kubota Spears pour deux saisons.
Le 1er février 2016, il rejoint l'ASM Clermont-Auvergne en tant que joker médical de Nick Abendanon. Le contrat n'est toutefois pas temporaire : le terme de celui-ci est en 2018.

## Carrière

### En club
- 2005-2012 : Auckland (NPC)
- 2005-2006 : Hurricanes (super 15)
- 2007-2012 : Blues (super 15)
- 2012-2014 : Canon Eagles (Top League)
- 2014-2016 : Kubota Spears (Top League)
- 2016-2020 : ASM Clermont Auvergne (Top 14)
- 2020-2021 : Rugby club toulonnais (Top 14)
- 2021- : Aviron bayonnais (Pro D2)

### En équipe nationale

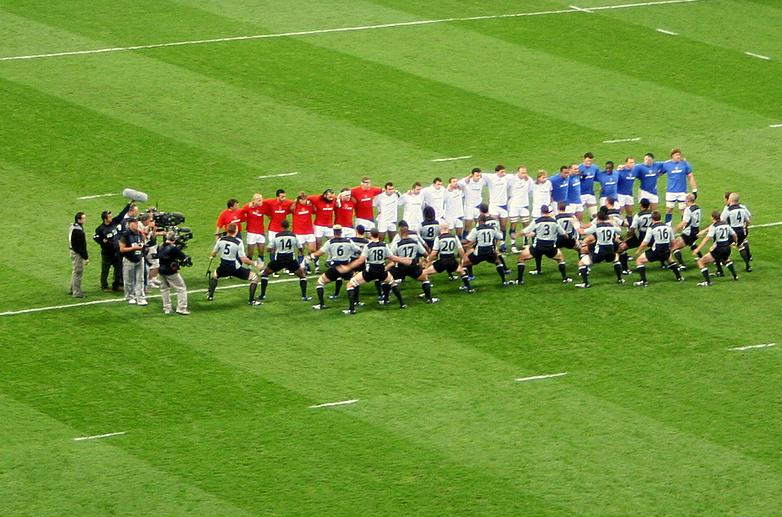
Quart-de-finale France - All Blacks en 2007.

Il a débuté sur le plan international lors de la tournée des All Blacks au Royaume-Uni en 2005, avec une première cape contre l'équipe d'Écosse.
Isaia Toeava compte 36 sélections avec les All Blacks, inscrivant 40 points, huit essais.
Il participe à cinq éditions du Tri-nations, en 2006, 2007, 2008, 2009, 2011.
Il compte neuf sélections en coupe du monde, disputant deux éditions, en  2007 contre l'Italie, le Portugal, l'Écosse, la Roumanie et la France, et en 2011 contre les Tonga, le Japon, le Canada et l'Argentine.

## Palmarès

### En club
- Vainqueur du NPC en 2005 et 2007 avec Auckland.
- Finaliste de la Coupe d'Europe en 2017 avec l'ASM Clermont Auvergne
- Vainqueur du Top 14 en 2017 avec l'ASM Clermont Auvergne
- Vainqueur du Challenge européen en 2019 avec l'ASM Clermont Auvergne
- Finaliste du Top 14 en 2019 avec l'ASM Clermont Auvergne
- Finaliste du Challenge européen en 2020 avec le Rugby club toulonnais

### En équipe nationale
- Vainqueur de la Coupe du monde 2011
- Vainqueur du Tri-nations en 2006, 2007 et 2008

### Récompense individuelle
- Meilleur joueur de moins 19 ans en 2005 IRB

## Statistiques

### En équipe nationale
De 2005 à 2011, Isaia Toeava compte 36 sélections avec les All-Blacks, inscrivant 40 points. Avec les Kiwis, il dispute deux Coupe du monde en 2007 et 2011. Il participe à cinq éditions du Tri-nations en 2006, 2007, 2008, 2009 et 2011.